# Estación de Térmens
Térmens es un apeadero ferroviario de la Línea Lérida-La Puebla de Segur de los Ferrocarriles de la Generalidad de Cataluña. Está situada al este del municipio de Térmens, en Cataluña (España). Dispone de servicios de Cercanías, atendidos por FGC.

## Situación ferroviaria
Se sitúa en el punto kilométrico 16,397 de la línea de ancho ibérico Lérida-Puebla de Segur, entre las estaciones de Villanueva de la Barca y Vallfogona de Balaguer, a 208 metros de altitud. El tramo es de vía única y esta sin electrificar.
También se encontraba en el punto kilométrico 16,365 de la desaparecida línea de ancho métrico de Mollerusa a Balaguer.

## La estación

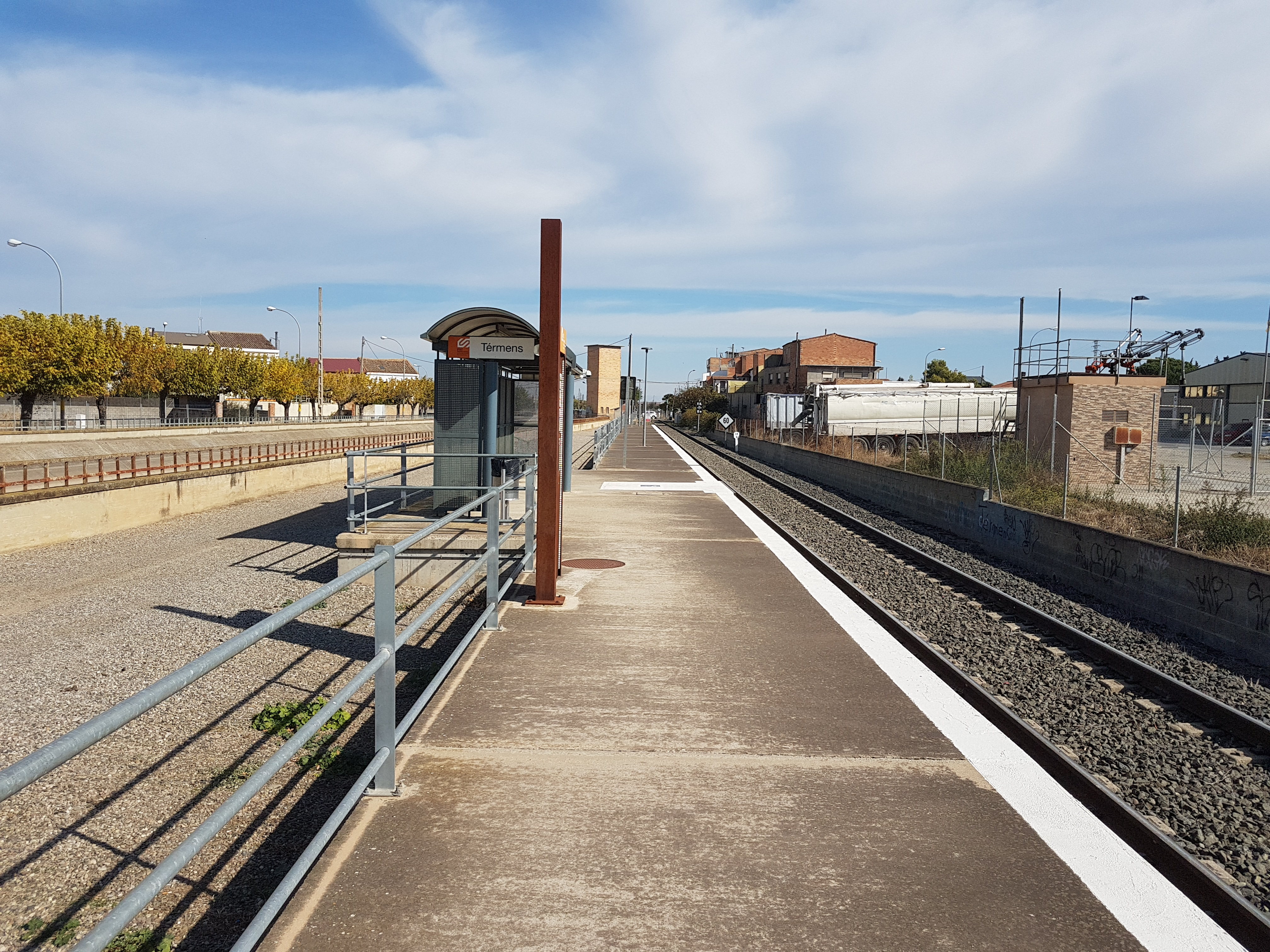
La estación en 2020

Está situada en pleno núcleo urbano entre la carretera C-13 y el Canal de Balaguer. La estación original se situaba ligeramente al norte de la actual. Dispuso de tres vías, la general, una derivada a la derecha y una vía muerta conectada por el costado de Lérida que daba servicio al muelle de mercancías. El andén estaba a la izquierda de las vías con el edificio de viajeros de dos plantas abuhardillado, así como un muelle de mercancías cubierto, también en la misma banda izquierda. A la antigua estación de Térmens llegaba también una vía de la antigua línea de vía estrecha de Mollerusa a Balaguer. En 2001, con la renovación de la vía entre Balaguer y Lérida, se derribaron los edificios y se trasladó la estación a su ubicación actual, al sur de la Calle de la Estación en una zona más céntrica, al costado del Canal de Balaguer.
La estación actual dispone de una sola vía y andén a la izquierda, sentido Puebla de Segur. El andén dispone de una marquesina-refugio con bancos para aguardar la llegada del tren y de un punto de información dotado de interfono que lo conecta con el centro de atención de la línea. El acceso a la estación ha de hacerse por un paso a nivel desde la carretera C-13 o bien por un puente sobre el Canal de Balaguer desde el Paseo de Pau Casals.
La estación se encuentra adaptada a usuarios con movilidad reducida, no obstante en el acceso por el canal hay que salvar un puente con escalones y para acceder a la rampa del andén hay que negociar una explanada sin asfaltar. La velocidad de paso por la estación es de 60 kmh, aunque en sentido norte se puede circular a 110 kmh.

## Historia
El ferrocarril llegó a Termens el 24 de septiembre de 1903 al construirse una variante con una estación complementaria para los enlaces entre el ramal de ancho métrico entre Mollerusa y Menarguens y el nuevo ramal métrico hacia Balaguer. La línea surgió con el propósito de facilitar el transporte de remolacha azucarera, muy abundante en la zona, hasta la fábrica de azúcar de Menarguens. Dicha línea de ancho métrico comenzó a ser construida en 1899 por la Sociedad Manuel Bertrand, aunque su inauguración definitiva no fue hasta el 26 de noviembre de 1905.
La estación de ancho ibérico fue inaugurada el 3 de febrero de 1924 con la apertura del tramo Lérida-Balaguer de la línea Lérida-Puebla de Segur. Las obras corrieron a cargo de la Compañía de los Caminos de Hierro del Norte, que buscaba enlazar la capital ilerdense con la localidad francesa de Sant Girons. Esta línea, a su vez, formaba parte de la gran línea transversal que debía prolongarse de Baeza a Sant Girons, como parte del Plan Guadalhorce, desarrollado durante la dictadura de Primo de Rivera, en 1926. La posterior Guerra Civil y la carestía de medios subsiguiente, dejaría todos los trabajos en suspenso
En 1941, con la nacionalización de la red ferroviaria de ancho ibérico, la línea pasó a ser gestionada por RENFE.  
Finalmente, tras diversos retrasos, el proyecto quedó inconcluso y solo se pudo completar el tramo entre Lérida y Puebla de Segur en 1951, de tal suerte que la estación de Balaguer fue terminal de línea entre 1924 y 1949, año en que se pudo prolongar la línea hasta Cellers-Llimiana.
Las obras fueron abandonadas en 1964 cuando se había completado el 78% de la infraestructura de la gran línea. Un informe del Banco Mundial en 1962 desaconsejó la reanudación de las obras y el proyecto fue definitivamente descartado.
El 1 de enero de 1985 estuvo previsto el cierre de la línea y sólo un acuerdo con la administración autonómica de Cataluña, la salvó de su cierre.
El 1 de enero de 2005, la Generalidad de Cataluña obtuvo la propiedad de la línea y su explotación mediante su operadora ferroviaria FGC. Renfe Operadora aún permaneció explotando la línea de forma compartida hasta 2016, en que lo hizo solamente FGC.

## Servicios ferroviarios
Los trenes que opera Ferrocarriles de la Generalidad de Cataluña enlazan la estación principalmente con Lérida, Balaguer, Tremp y Puebla de Segur. Todos los trenes regulares de viajeros paran en la estación.
Las unidades habituales son las de la Serie 331 de FGC, fabricadas por Stadler en Zúrich, que fueron probadas en las instalaciones de Plá de Vilanoveta. Entraron en servicio el 17 de febrero de 2016, mediante la unidad 333.01 en su primer servicio entre Lérida y Puebla de Segur, sustituyendo a los antiguos TRD de la serie 592 de Renfe.
| origen/destino  | anterior/siguiente     | Línea              | siguiente/anterior     | destino/origen |
| --------------- | ---------------------- | ------------------ | ---------------------- | -------------- |
| Lérida Pirineos | Villanueva de la Barca |                    | Vallfogona de Balaguer | Balaguer       |
| Lérida Pirineos | Villanueva de la Barca | La Puebla de Segur | Vallfogona de Balaguer |                |